# Monsieur Meuble
Monsieur Meuble est une enseigne française de grande distribution et d'ameublement créée par Pierre Guellier en 1969 et comptant (en novembre 2018) 113 magasins en France.
L'enseigne est la propriété de la société Union commerciale Equipement Mobilier en abrégé UCEM. Cette société a également le rôle de centrale d'achat pour les magasins du groupe.

## Activité, résultat, effectif
|                                        | 2013    | 2014 | 2015  | 2016  | 2017  | 2018  | 2019 |
| -------------------------------------- | ------- | ---- | ----- | ----- | ----- | ----- | ---- |
| Chiffre d'affaires en milliers d'euros | 10 538  | nc   | 8 473 | 8 895 | 9 071 | 8 874 |      |
| Résultat net en milliers d'euros       | - 2 590 | nc   | + 5   | + 4   | - 424 | - 409 |      |
| Effectif moyen annuel                  | 25      | nc   | 27    | 24    | 26    | 27    |      |